# Шасе (танці)
Шасе (фр. chassé, від фр. chasser - гнатися) — танцювальний крок, що зустрічається в різних варіантах у великій різноманітності танців. Шасе складається із трьох па, при яких ноги майже ковзають по підлозі — крок, приставити ногу, крок. Воно може виконуватися вбік, по діагоналі й, навіть, по кривій. Довжина кроків може бути різною. Теж саме стосується другого кроку: нога може приставлятися зовсім впритул, або на деяку віддаль, або ж тільки ледь зрушитися з місця. 
|  | Це незавершена стаття про танець. Ви можете допомогти проєкту, виправивши або дописавши її. |